# Королёвские номера
«Королёвские номера́» — трёхэтажное здание гостиницы «Королёвские номера» в стиле модерн в Перми, памятник истории и архитектуры. Расположено по адресу Сибирская улица, 5.

## История
В 1910 году купец Василий Иванович Королёв возвёл на деньги, заработанные на продаже леса и дров, здание гостиницы на улице Сибирской (дом № 3, впоследствии № 5). Автор проекта трёхэтажного здания в стиле модерн с лепными украшениями — губернский инженер Емельян Иванович Артёмов.
В 1911—1915 годах здание находилось в аренде у Александра Дмитриевича Степанова, именно он тогда содержал гостиницу «Королёвские номера». Гостиница считалась лучшей в городе, поэтому в обиходе за ней закрепилось название «королевские» номера.
С 1915 года В. И. Королёв сам стал управлять гостиницей, а в 1919 году он с частями Белой армии покинул город.
В 1925—1930 годах гостиница находилась в ведении городской службы коммунального хозяйства и называлась «Гостиница № 1» (или гостиница горкомхоза). Затем её переименовали в гостиницу «Центральная», и это название сохранялось до 1933 года — до постройки новой 7-этажной гостиницы «Центральная» невдалеке, на этой же улице, которая тогда называлась ул. Карла Маркса.
Как пишет Л. С. Кашихин в своих заметках, «За послереволюционные годы значительно изменился не только интерьер бывших роскошных „Королёвских номеров“, но и произошла существенная перепланировка и перестройка внутренних помещений на всех трёх этажах здания. Так, судя по старым планам здания и показаниям очевидцев, до революции гостиница насчитывала 22 номера. В советское время из них сделали 50».
В 1940-х и 1950-х годах здание принадлежало Уральскому военному округу.
В 1960—1970-е годы в здании находилось общежитие Пермского обкома КПСС. Затем здание было передано под общежитие Пермского театра оперы и балета.
В 1991 году по инициативе В. Г. Краснова (уроженца Перми, ныне гражданина США, доктора философии, бывшего профессора Монтерейского института международных исследований, председателя общества российско-американской дружбы в Вашингтоне) и при поддержке пермской общественности на фасаде здания бывшей гостиницы была установлена мемориальная доска работы скульптора А. А. Уральского. На ней была изображена горящая свеча, рядом текст:
Из этого здания бывшей гостиницы «Королёвские номера» 12 июня 1918 года тайно и обманно были похищены и увезены на бессудный расстрел Великий Князь МИХАИЛ АЛЕКСАНДРОВИЧ РОМАНОВ и его секретарь, английский подданный, Брайан Джонсон. Вечная память невинно убиенным!
К сожалению, вскоре доска была повреждена вандалами, и её пришлось снять. Осколки доски хранились у В. Г. Краснова. В 1998 году вместо утраченной появилась другая мемориальная доска. На ней, ниже скульптурного барельефа М. А. Романова, выгравированы слова:
В этом здании в 1918 году жил Великий Князь Михаил Александрович Романов (1878—1918)
11 июня 2018 года на здании была установлена мемориальная доска личному секретарю Михаила Романова Н. Н. Жонсону: «В этом здании жил и верный своему долгу ушёл на смерть секретарь Великого князя Михаила Александровича, русский дворянин, офицер российской армии Николай Николаевич Жонсон (1878—1918)».
На церемонии открытия памятной доски Жонсону в Перми впервые собрались его многочисленные потомки, приехавшие из Санкт-Петербурга, Чехии и Таиланда.
В 2018 году местными властями прорабатывался вопрос об организации в этом здании музея истории Романовых. Вопрос осложнён тем, что здание приватизировано и надо решать, как получить его обратно в госсобственность. По состоянию на 2018 год на первом этаже расположен пивной бар, второй и третий этажи пустуют. Вход на третий этаж, в левом крыле которого квартировал Михаил Александрович, перекрыт железной дверью.
В 2019 году судебным решением по иску прокурора Ленинского района города Перми была запрещена эксплуатация помещений в здании из-за плохого технического состояния и необходимости проведения срочного ремонта.

## Знаменитые постояльцы
- Здесь провёл последние недели жизни де-факто последний российский Император Великий князь Михаил Александрович. Именно отсюда он и его личный секретарь были тайно похищены и убиты большевиками в ночь с 12 на 13 июня 1918 года.
- В 1928 году здесь в комнате № 13 останавливался поэт В. В. Маяковский.
- В 1929 году здесь останавливались писатели В. А. Луговской, Б. Киреев, С. Гроссман, В. Казин, К. Минеев, которые были в Перми с выступлениями.